# Боканов, Койлыбай
Койлыбай Боканов (каз. Қойлыбай Боқанов; 1902 год — 1981 год, село Жарлы, Байганинский район, Актюбинская область, Казахская ССР) — старший чабан колхоза имени Ескуата Байганинского района Актюбинской области, Казахская ССР. Герой Социалистического Труда (1948).

## Биография
Родился в 1902 году в семье кочевника в окрестностях села Копа. Трудовую деятельность начал 16-летним подростком. До 1929 года работал по найму. С 1932 года трудился на строительстве нефтепровода «Косшагын-Орск», с 1936 года — на строительстве железнодорожной линии «Кандагаш-Гурьевск». В 1942 году был призван на фронт. После демобилизации в 1945 году возвратился в Актюбинскую область, где стал трудиться чабаном, старшим чабаном в колхозе имени Ескуата (с 1950 года — колхоз имени Жданова) Байганинского района.
Бригада Койлыбая Боканова (Килыбая Баканова)на протяжении нескольких лет занимала передовые места в выращивании овец. В 1947 году было выращено 687 ягнят от 522 овцематок (в среднем по 132 ягнят на каждую сотню овцематок). В 1948 году благодаря деятельности бригады численность закреплённой за ней отары достигла 1209 голов. Указом Президиума Верховного Совета СССР от 23 июля 1948 года «за получение высокой продуктивности животноводства в 1947 году при выполнении колхозом обязательных поставок сельскохозяйственных продуктов и плана развития животноводства» удостоен звания Героя Социалистического Труда с вручением ордена Ленина и золотой медали «Серп и Молот».
Участвовал во Всесоюзной выставке ВДНХ.
С 1949 года — старший табунщик колхоза «Кумкез» Байганинского района, где проработал до выхода на пенсию осенью 1964 года.
Проживал в селе Жарлы Байганинского района. Скончался в 1981 году.
Память
Его именем названа одна из улиц в селе Жарлы Байганинского района.